# 額田部站
額田部站（日语：／ Nukatabe eki */?）是位於奈良縣大和郡山市額田部町，近畿日本鐵道（近鐵）法隆寺線的鐵路車站（廢站）。

## 歷史
- 1915年（大正4年）2月7日 - 天理輕便鐵道（日语：天理軽便鉄道）車站啟用[1]。
- 1921年（大正10年）1月1日 - 天理輕便鐵道被大阪電氣軌道收購[2][3]，此站成為天理線的車站。
- 1922年（大正11年）4月1日 - 包含此站在內，新法隆寺至平端之間命名為法隆寺線。
- 1944年（昭和19年）6月1日 - 成為近畿日本鐵道的車站。
- 1945年（昭和20年）2月11日 - 法隆寺線全線定為不要不急線而暫停營業。
- 1952年（昭和27年）4月1日 - 法隆寺線廢除，此站也被廢除。

## 車站構造
此站設有1面1線的月台，沒有待避設備。

## 車站周邊
現在車站遺址周邊建設了民居，已經看不到車站痕跡。在1984年前還可看見小部分月台痕跡。關於在廢站後的替代交通，於此站附近設置了奈良交通「額田部」巴士站。但是在2009年（平成21年），當取消了前往平端站的巴士路線後，巴士站也被撤走。

## 相鄰車站
近畿日本鐵道
法隆寺線
大和安堵－額田部－平端

## 注腳
1. ↑  『官報 第756号（大正4年2月10日） 軽便鉄道停留所設置』 - 國立國會圖書館デジタルコレクション
2. ↑  『官報 第2506号（大正9年12月8日） 鉄道譲渡』 - 國立國會圖書館デジタルコレクション
3. ↑  天理軽便鉄道  （页面存档备份，存于）、奈良県立図書情報館、2022年1月29日閲覧

## 相關項目
- 日本鐵路車站列表 Nu